# Olympische Sommerspiele 2012/Schwimmen – 400 m Lagen (Frauen)
Der Wettbewerb über 400 Meter Lagen der Frauen bei den Olympischen Spielen 2012 in London wurde am  28. Juli  2012 im London Aquatics Centre ausgetragen. 36 Athletinnen nahmen daran teil.
Es fanden fünf Vorläufe statt. Die acht schnellsten Schwimmerinnen aller Vorläufe qualifizierten sich für das Finale, das am gleichen Tag ausgetragen wurde.
Abkürzungen: WR = Weltrekord, OR = olympischer Rekord, NR = nationaler Rekord, PB = persönliche Bestleistung, JWB = Jahresweltbestzeit

## Bestehende Rekorde
| Weltrekord         | Stephanie Rice ( Australien) | 4:29,45 min | Peking, Volksrepublik China | 10. August 2008 |
| Olympischer Rekord | Stephanie Rice ( Australien) | 4:29,45 min | Peking, Volksrepublik China | 10. August 2008 |

## Titelträger
| Olympiasieger | Stephanie Rice ( Australien)           | 4:29,45 min | Peking 2008   |
| Weltmeister   | Elizabeth Beisel ( Vereinigte Staaten) | 4:31,78 min | Shanghai 2011 |
| Europameister | Katinka Hosszú ( Ungarn)               | 4:33,76 min | Debrecen 2012 |

## Vorlauf

### Vorlauf 1
28. Juli 2012
| Platz | Name                | Nation   | Zeit        | Anmerkung |
| ----- | ------------------- | -------- | ----------- | --------- |
| 1     | Nguyen Thi Anh Vien | Vietnam  | 4:50,32 min |           |
| 2     | Susana Escobar      | Mexiko   | 4:50,57 min |           |
| 3     | Noora Laukkanen     | Finnland | 4:53,54 min |           |
| 4     | Anum Bandey         | Pakistan | 5:34,64 min | NR        |

### Vorlauf 2
28. Juli 2012
| Platz | Name                 | Nation      | Zeit        | Anmerkung |
| ----- | -------------------- | ----------- | ----------- | --------- |
| 1     | Kim Seo-yeong        | Südkorea    | 4:43,99 min |           |
| 2     | Stephanie Horner     | Kanada      | 4:45,49 min |           |
| 3     | Hanna Dserkal        | Ukraine     | 4:48,19 min |           |
| 4     | Andreina Pinto       | Venezuela   | 4:48,64 min |           |
| 5     | Sara Nordenstam      | Norwegen    | 4:51,28 min |           |
| 6     | Karolina Szczepaniak | Polen       | 4:52,50 min |           |
| 7     | Sara El Bekri        | Marokko     | 4:53,21 min |           |
| 8     | Georgina Bardach     | Argentinien | 4:57,31 min |           |

### Vorlauf 3
28. Juli 2012
| Platz | Name                | Nation     | Zeit        | Anmerkung |
| ----- | ------------------- | ---------- | ----------- | --------- |
| 1     | Ye Shiwen           | China      | 4:31,73 min |           |
| 2     | Katinka Hosszú      | Ungarn     | 4:33,77 min |           |
| 3     | Zsuzsanna Jakabos   | Ungarn     | 4:37,37 min |           |
| 4     | Barbora Závadová    | Tschechien | 4:41,84 min |           |
| 5     | Natalie Wiegersma   | Neuseeland | 4:44,78 min |           |
| 6     | Miho Takahashi      | Japan      | 4:45,10 min |           |
| 7     | Jana Martynowa      | Russland   | 4:45,94 min |           |
| 8     | Claudia Dasca Romeu | Spanien    | 4:46,80 min |           |

### Vorlauf 4
28. Juli 2012
| Platz | Name              | Nation             | Zeit        | Anmerkung |
| ----- | ----------------- | ------------------ | ----------- | --------- |
| 1     | Hannah Miley      | Großbritannien     | 4:34,98 min |           |
| 2     | Stephanie Rice    | Australien         | 4:35,76 min |           |
| 3     | Caitlin Leverenz  | Vereinigte Staaten | 4:36,09 min |           |
| 4     | Miyu Otsuka       | Japan              | 4:39,13 min |           |
| 5     | Stina Gardell     | Schweden           | 4:41,66 min |           |
| 6     | Kathryn Meaklim   | Südafrika          | 4:43,46 min |           |
| 7     | Stefania Pirozzi  | Italien            | 4:45,61 min |           |
| 8     | Jördis Steinegger | Österreich         | 4:45,80 min |           |

### Vorlauf 5
28. Juli 2012
| Platz | Name             | Nation             | Zeit        | Anmerkung |
| ----- | ---------------- | ------------------ | ----------- | --------- |
| 1     | Elizabeth Beisel | Vereinigte Staaten | 4:31,68 min |           |
| 2     | Li Xuanxu        | China              | 4:34,28 min |           |
| 3     | Mireia Belmonte  | Spanien            | 4:34,70 min |           |
| 4     | Anja Klinar      | Slowenien          | 4:38,20 min |           |
| 5     | Aimee Willmott   | Großbritannien     | 4:38,87 min |           |
| 6     | Blair Evans      | Australien         | 4:40,42 min |           |
| 7     | Lara Grangeon    | Frankreich         | 4:44,28 min |           |
| —     | Joanna Maranhão  | Brasilien          | DNS         |           |

## Finale
Siegerin Ye Shiwens Leistung sorgte für Diskussionen. Shiwen nahm der führenden US-Amerikanerin Elizabeth Beisel auf der Freistil-Lage (letzte 100 Meter) dreieinhalb Sekunden ab und holte sich den Sieg in Weltrekordzeit. Die letzte Bahn schaffte Shiwen in 28,93 Sekunden. Ryan Lochte (USA), der 15 Minuten vorher über 400 Meter Lagen der Männer siegte, brauchte für die letzte Bahn 29,10 Sekunden. Lochte lag vor der letzten Bahn sechs Meter in Führung und hatte die Goldmedaille die letzten 50 Meter sicher. Ye Shiwen lag noch auf den letzten 100 Metern 0,81 Sekunden zurück und ging erst auf der vorletzten Bahn erstmals in Führung. Ye Shiwen wurde viermal negativ getestet.
28. Juli 2012, 20:11 Uhr MEZ
| Platz | Name             | Nation             | Zeit        | Anmerkung |
| ----- | ---------------- | ------------------ | ----------- | --------- |
| 1     | Ye Shiwen        | China              | 4:28,43 min | WR, OR    |
| 2     | Elizabeth Beisel | Vereinigte Staaten | 4:31,27 min |           |
| 3     | Li Xuanxu        | China              | 4:32,91 min |           |
| 4     | Katinka Hosszú   | Ungarn             | 4:33,49 min |           |
| 5     | Hannah Miley     | Großbritannien     | 4:34,17 min |           |
| 6     | Stephanie Rice   | Australien         | 4:35,49 min |           |
| 6     | Caitlin Leverenz | Vereinigte Staaten | 4:35,49 min |           |
| 8     | Mireia Belmonte  | Spanien            | 4:35,62 min |           |

## Bildergalerie

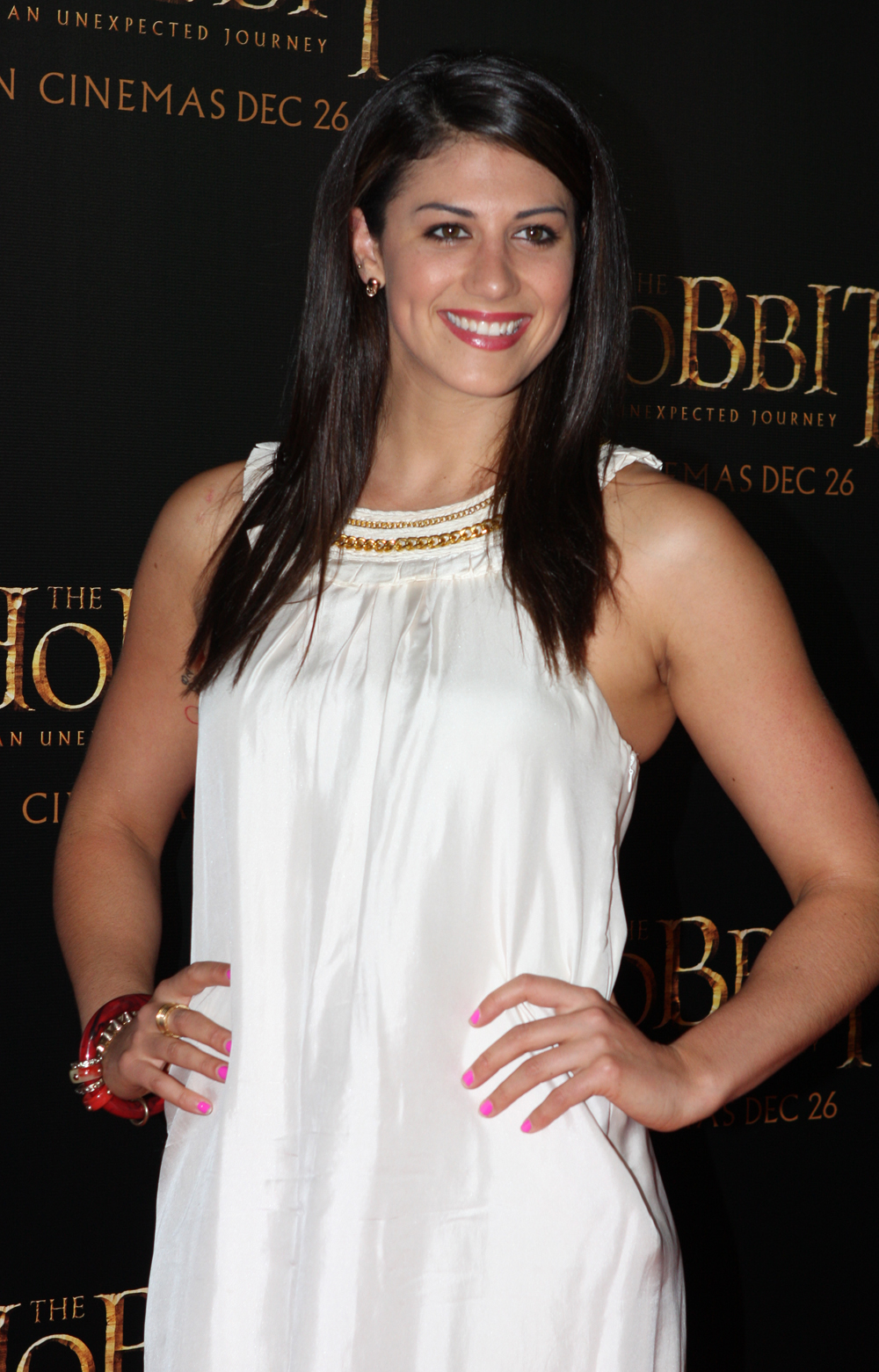
Titelverteidigerin Stephanie Rice (AUS) erreicht im Finale Platz 6
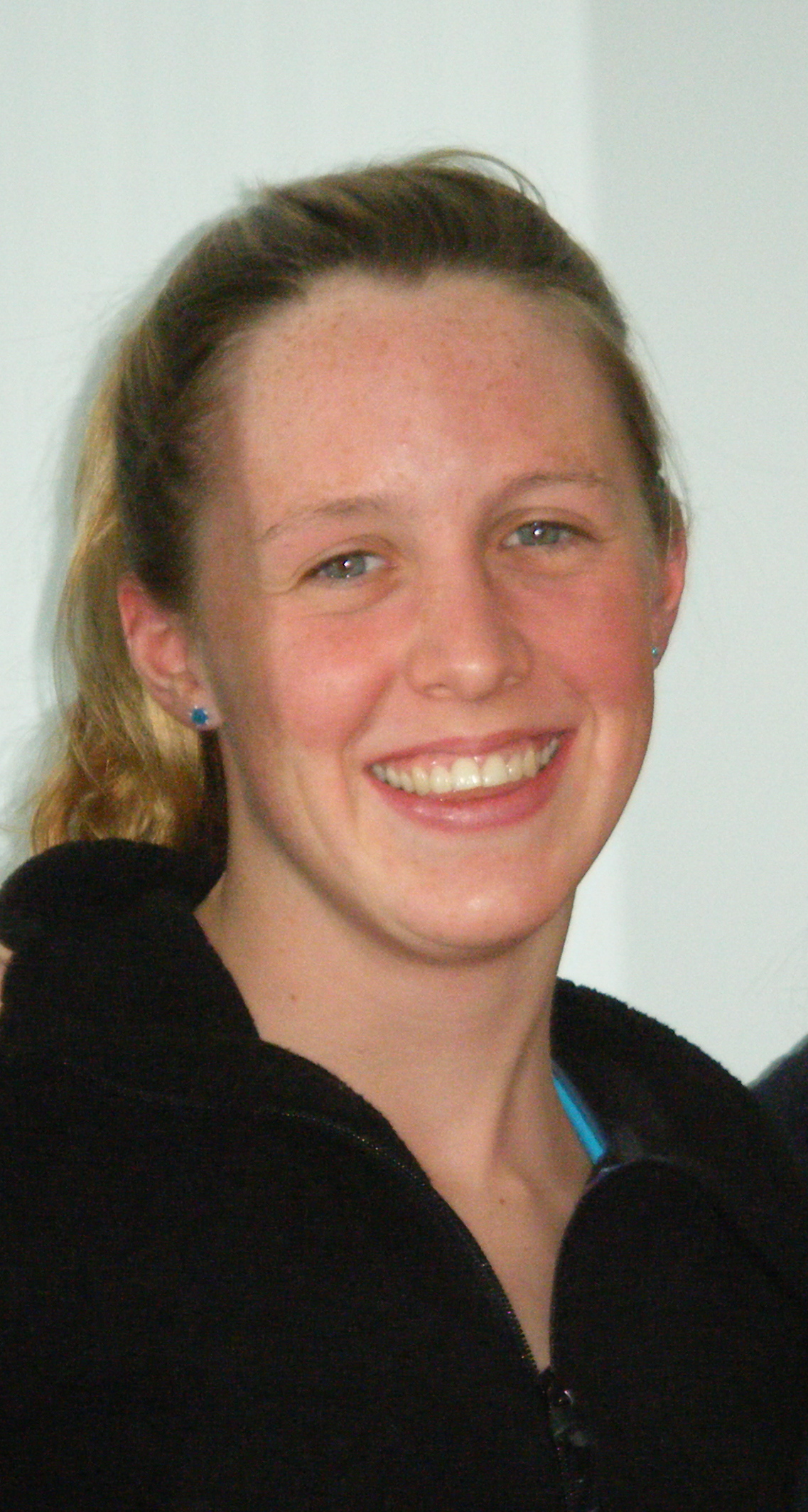
Lokalmatadorin Hannah Miley (GBR) schwimmt im Finale auf Platz 5

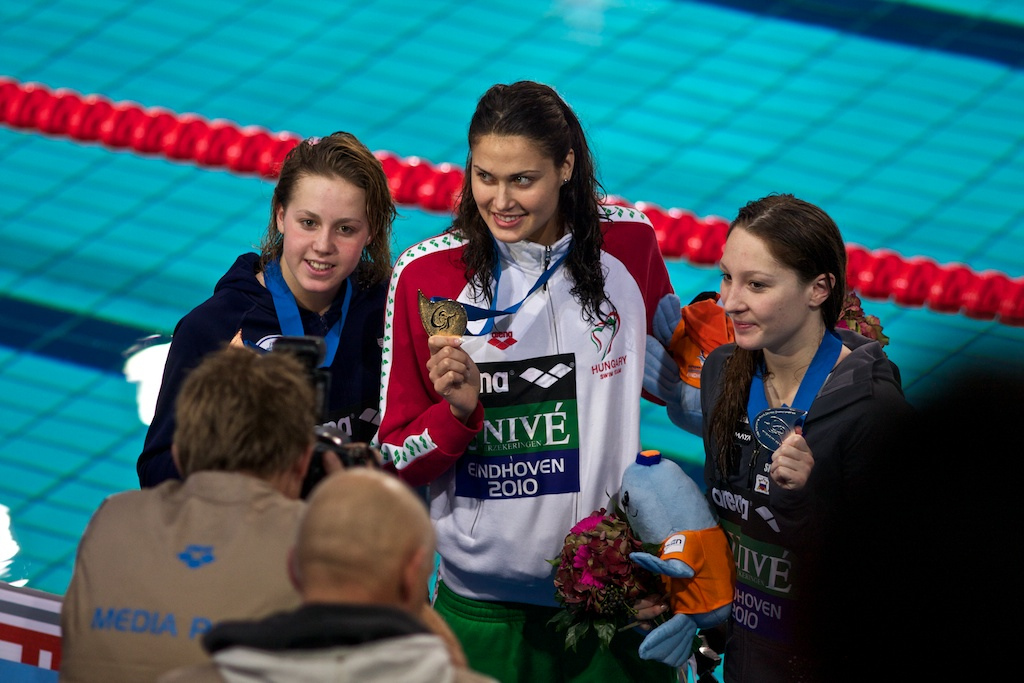
Die Ungarin Zsuzsanna Jakabos (Mitte), die Slowenin Anja Klinar (rechts) und die Französin Lara Grangeon (links), hier bei der Kurzbahn-WM 2010, scheiden im Vorlauf aus
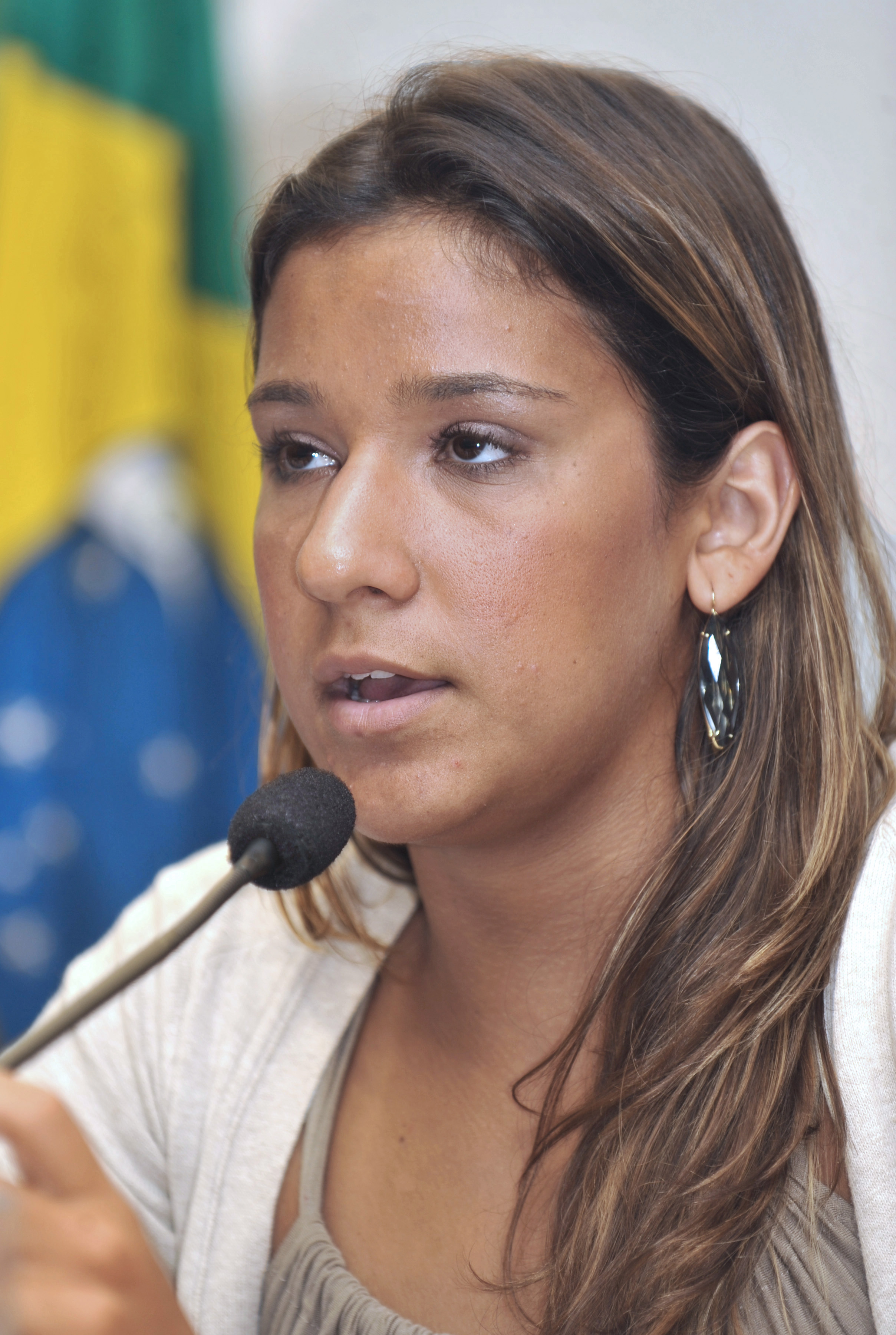
Joanna Maranhão (BRA) verzichtet auf ihren Start
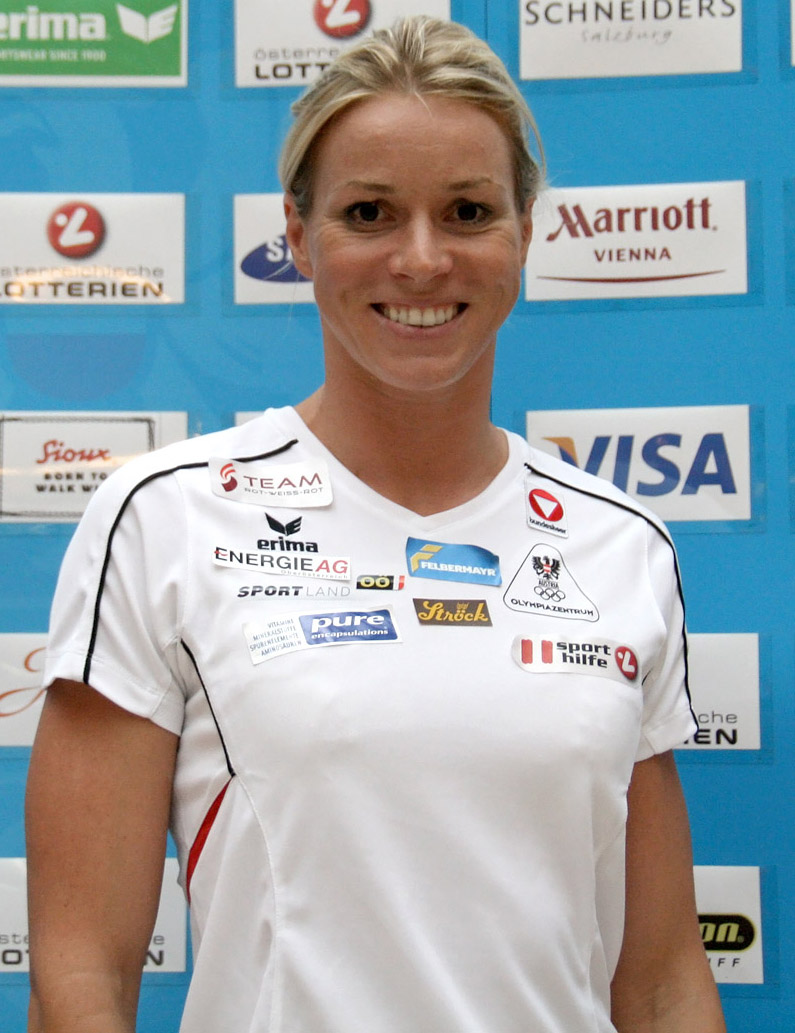
Jördis Steinegger (AUT) scheidet im Vorlauf aus